# حملة جو بايدن الرئاسية 2024
أعلن جو بايدن، الرئيس السادس والأربعون الحالي للولايات المتحدة، ترشحه لإعادة انتخابه لولاية رئاسية ثانية في 25 أبريل 2023، مع نائبة الرئيس كامالا هاريس كشريكة له. وقد علق الحملة في 21 يوليو 2024.
جعل بايدن حماية الديمقراطية الأمريكية محورًا رئيسيًا لحملته، جنبًا إلى جنب مع استعادة الحق الفيدرالي في الإجهاض بعد إلغاء المحكمة العليا لقضية رو ضد وايد. كما كان ينوي زيادة التمويل لدوريات الحدود والأمن، وزيادة التمويل لإنفاذ القانون إلى جانب إصلاح الشرطة. ووعد بايدن بدعم وحماية وتوسيع حقوق المثليين وكثيرًا ما أشاد بإقراره السابق لقانون الاستثمار في البنية التحتية والوظائف، وقانون الرقائق والعلوم، والاستثمار التاريخي لقانون خفض التضخم لمكافحة تغير المناخ.
جعل بايدن تعزيز التحالفات الأمريكية هدفًا رئيسيًا لسياساته الخارجية ووعد بمواصلة دعم أوكرانيا بعد الغزو الروسي للبلاد وإسرائيل بعد حربها مع حماس، ووصفها بأنها هامة لمصالح الأمن القومي الأمريكي. ووعد بايدن بمواصلة الجهود لمعالجة العنف المسلح والدفاع عن قانون الرعاية الميسرة بعد تعليقات دونالد ترامب التي اقترحت أنه سيلغي القانون. اقترح بايدن زيادة الضرائب على الأثرياء من خلال ضريبة الدخل الأدنى للمليارديرات لتقليل العجز وتمويل الخدمات الاجتماعية للفقراء.
وصفت سياسة بايدن التجارية بأنها ترفض السياسة الاقتصادية الليبرالية الجديدة التقليدية وإجماع واشنطن الذي أدى إلى نقل التصنيع إلى الخارج وبالتالي أدى إلى زيادة ردود الفعل الشعبوية. اقترح بايدن وفرض تعريفات جمركية مستهدفة ضد الصناعات الصينية الاستراتيجية لحماية وظائف التصنيع ومواجهة طموحات الصين التكنولوجية والعسكرية. في 12 مارس 2024، أصبح بايدن المرشح المفترض للحزب الديمقراطي بعد فوزه بعدد كافٍ من المندوبين في جورجيا، ولم يواجه أي منافسين أساسيين مهمين.
أقيمت المناظرة الرئاسية الأولى في 27 يونيو 2024 بين بايدن وترامب. تعرض أداء بايدن لانتقادات واسعة النطاق، حيث قال المعلقون إنه فقد تركيزه كثيرًا وأعطى إجابات متعرجة. أعلن العديد من كتاب الأعمدة في الصحف فوز ترامب بالمناظرة، وهو ما دعمته نتائج استطلاعات الرأي. بعد المناظرة، اشتدت المخاوف بشأن صحته، وواجه بايدن العديد من الدعوات للانسحاب من السباق، بما في ذلك من زملائه الديمقراطيين والمجالس التحريرية للعديد من المنافذ الإخبارية الكبرى.
أصر بايدن في البداية على أنه سيبقى مرشحًا وسط الدعوات للانسحاب. ومع ذلك، في 21 يوليو 2024، أنهى بايدن حملته لإعادة انتخابه وأيد حملة هاريس، قبل 29 يومًا من بدء المؤتمر الوطني الديمقراطي لعام 2024. اعتبارًا من 22 يوليو 2024، حصلت هاريس على عدد كاف من المندوبين لتصبح المرشحة الديمقراطية المفترضة.

## الخلفية
كانت هذه الحملة الرئاسية الرابعة لبايدن، وكانت الأولى له كرئيس حالي. كانت حملته الأولى في الانتخابات التمهيدية الرئاسية للحزب الديمقراطي عام 1988. وبينما كان يعد في البداية أحد أقوى المرشحين في ذلك السباق، اندلعت فضيحة بعد ذلك بوقت قصير عندما كشفت التقارير الإخبارية عن سرقة بايدن لسجلات كلية الحقوق. أدى هذا الكشف إلى انسحابه من السباق في سبتمبر 1987.
قام بمحاولة ثانية خلال الانتخابات التمهيدية الرئاسية للحزب الديمقراطي عام 2008. ومثل محاولته الرئاسية الأولى، فشل بايدن في حشد مستوى كاف من التأييد والدعم. انسحب من السباق بعد أدائه الضعيف في مؤتمر أيوا في 3 يناير 2008. اختير في النهاية ليكون زميلًا لمرشح الحزب باراك أوباما. بعد فوز ترشح أوباما / بايدن في الانتخابات العامة، أدى بايدن اليمين كنائب لرئيس الولايات المتحدة في 20 يناير 2009. ترشح مرة أخرى كنائب لأوباما في عام 2012 وأعيد انتخابه نائبًا للرئيس، وأدى اليمين لولاية ثانية في 20 يناير 2013، وخدم حتى 20 يناير 2017.
جاءت محاولة بايدن الرئاسية الثالثة خلال الانتخابات التمهيدية الرئاسية للحزب الديمقراطي لعام 2020 حيث ركز خططه كمرشح لديه أفضل فرصة لهزيمة الرئيس آنذاك دونالد ترامب في الانتخابات العامة. أفاد بوليتيكو في عام 2018 أن بايدن رفض اقتراحًا بالالتزام بخدمة فترة واحدة فقط كرئيس.
في مايو 2021، أشار رئيس أركان بايدن رون كلاين إلى أن إدارة بايدن تتوقع مواجهة انتخابية عامة صعبة ضد دونالد ترامب، الذي شغل منصب الرئيس الخامس والأربعين للولايات المتحدة وهزمه بايدن في الانتخابات الرئاسية لعام 2020، إذا واصل الأخير محاولته للعودة إلى الرئاسة. في نوفمبر 2021، وعلى خلفية انخفاض معدلات الموافقة، كرر البيت الأبيض بقيادة بايدن نية بايدن الترشح لإعادة انتخابه. في مؤتمر صحفي في مارس 2022، عندما سئل عن احتمال أن يكون ترامب خصمه في عام 2024، أجاب بايدن، سأكون محظوظًا جدًا إذا كان نفس الرجل يترشح ضدي.
في استطلاع رأي أجرته الإذاعة الوطنية العامة ونشر في 25 أبريل 2023 - وهو اليوم الذي أعلن فيه بايدن عن حملته لإعادة انتخابه - كانت نسبة تأييده 41٪ فقط، مع نسبة عدم تأييد 50٪. أظهرت العديد من استطلاعات الرأي قبل وبعد إعلان حملة بايدن أن معظم الديمقراطيين يريدون من الحزب ترشيح شخص آخر غير بايدن للرئاسة في انتخابات 2024.

## الحملة

### الإعلان
في 25 أبريل 2023، أعلن بايدن أنه يترشح لإعادة انتخابه. كما أعلن أن جولي شافيز رودريجيز ستعمل كمديرة حملة وأن كوينتين فولكس سيكون نائب مدير الحملة الرئيسي. عينت ليزا بلانت روتشستر وجيم كليبرن وكريس كونز وتامي داكوورث وجيفري كاتزنبرج وجريتشن ويتمر كرؤساء مشاركين للحملة الوطنية. انطلقت حملة بايدن بعد أربع سنوات من بدء حملته الرئاسية لعام 2020. أفاد بوليتيكو أن: بايدن يفكر في مايكل تايلر (الناشط الديمقراطي منذ فترة طويلة) لمنصب مدير الاتصالات في حملته لعام 2024.
بدأ بايدن رسميًا حملته لإعادة انتخابه في 17 يونيو 2023، في تجمع نقابي في فيلادلفيا، بنسلفانيا.

### النشاط على وسائل التواصل الاجتماعي
أنشأت حملة بايدن حسابًا على Truth Social في أكتوبر 2023. وأعلنوا على منصة التواصل الاجتماعي X (تويتر سابقًا) أنهم أنشأوا الحساب على Truth Social لأنهم وجدوا الفكرة مضحكة للغاية. وصف العديد من المراقبين هذا بأنه تمرين من حملة بايدن في التصيد على دونالد ترامب.
في مايو 2024، نشرت حملة بايدن قائمة بخصوص بدوام كامل لإدارة المحتوى وصفحات الميم. ذكر وصف الوظيفة، في هذا الدور، ستبدأ وتدير العمليات اليومية في التعامل مع أفضل صفحات المحتوى والميم على الإنترنت. سيكون مدير الميم هو الأول من نوعه في حملة رئاسية.